# Ambra Gutierrez
Ambra Battilana Gutierrez, née le 15 mai 1992, est un modèle italo-philippin. Elle est aussi connue pour avoir apporté son témoignage et dénoncé les abus sexuels de Silvio Berlusconi, et quelques années plus tard, de Harvey Weinstein.

## Biographie
Née en 1992, elle se lance comme mannequin et participe également à des concours de beauté. Elle est élue Miss Piémont. Puis elle devient finaliste de Miss Italie,,.
En 2010, connue à l'époque sous le nom d'Ambra Battilana et âgée de 18 ans, elle assiste à une partie un peu spéciale de bunga bunga organisée par Silvio Berlusconi, après avoir reçu la garantie d'un emploi bien payé pour assister à cette « fête ». Elle quitte immédiatement les lieux une fois qu'elle comprend qu'il y a des jeunes filles mineures utilisées comme des prostituées. Elle fait part de son expérience à des magistrats italiens,.
Quelques années plus tard, elle rencontre Harvey Weinstein à New York, dans les bureaux de la société de production Miramax, pour lui présenter son portfolio. Elle précise qu'elle parlait à peine anglais à l'époque,. Elle dépose un rapport de police la nuit même, et le lendemain, réalise un enregistrement d'une nouvelle rencontre avec Harvey Weinstein, à la demande de cette police. Dans l'enregistrement, il lui demande à plusieurs reprises de venir dans sa chambre, tandis qu'elle lui répond qu'elle refuse : « je veux sortir », « je ne veux pas », etc. Quand elle lui demande pourquoi il a essayé de l'agresser la veille, il a répondu : « Oh, je suis désolé ». Lorsqu'elle demande s'il a l'habitude de pratiquer des attouchements sur des femmes contre leur volonté, il répond par l'affirmative. L'enregistrement a été rendu public depuis, par le New York Post, et d'autres médias.
En dépit de cet enregistrement audio, le procureur Cyrus Vance, Jr. décide de ne pas engager des poursuites à l'époque, arguant d'un manque de preuves. Dans les mois qui ont suivi, elle est l'objet d'articles négatifs de plusieurs médias, y compris du New York Post, à partir de sources anonymes. Elle cesse de recevoir des offres comme mannequin. Elle signe finalement un accord de non-divulgation avec Harvey Weinstein : elle précise depuis, qu'elle a essayé  de se protéger et de protéger sa famille d'Harvey Weinstein, puisque personne ne la croyait, avant que l'affaire Weinstein n'éclate. Elle déménage aux Philippines, d’où est originaire sa mère et où habite son frère, pour repartir de zéro dans son métier. Ambra Gutierrez ne revient à New York qu’en février 2017. Depuis, Archstone Pictures a acheté les droits pour représenter l'histoire de sa vie.
Le procureur Cyrus Vance a été vivement critiqué pour sa décision. Il s'est défendu d’avoir enterré cette plainte et d’avoir reçu une somme d'argent de la part de l’avocat de Weinstein. L’International Business Times explique en effet que, à la suite de cette décision, David Boies, l'avocat défendant les intérêts d’Harvey Weinstein, a fait, le 24 août 2015, un don de 10 000 dollars à la campagne pour la réélection de Cyrus Vance Jr. au poste de procureur démocrate du district de Manhattan,.